# 陈大镇 (三明市)
陈大镇是中国福建省三明市三元区下辖的一个镇，原属梅列区，2021年梅列区和三元区合并后改属三元区。

## 行政区划
陈大镇共辖1个社区及8个行政村，分别是：：
瑞云社区、陈墩村、大源村、棕南村、长溪村、碧溪村、砂蕉村、渔溪村和台溪村。